# Yeouido
Yeouido (Tiếng Hàn: 여의도, Hanja: 汝矣島) (đảo Yeoui hay Nhữ Hĩ Đảo) là một hòn đảo lớn nằm giữa sông Hán đoạn chảy qua Seoul. Đây là khu vực trung tâm tài chính và ngân hàng quan trọng nhất của Hàn Quốc. Yeouido với diện tích 8,4 km² là nơi sinh sống của 30,988 người. Hòn đảo tọa lạc trong Yeouido-dong thuộc quận Yeongdeungpo-gu, Seoul.
Hòn đảo là nơi đặt trụ sở chính của nhiều cơ quan quan trọng ở Hàn Quốc như Tòa nhà Quốc hội, Hiệp hội Đầu tư tài chính Hàn Quốc, Nhà thờ Phúc âm Toàn vẹn, Tòa nhà 63, Tập đoàn LG, Hệ thống Phát sóng Hàn Quốc (KBS), Tổng công ty Phát thanh Truyền hình Munhwa hay Sàn giao dịch Hàn Quốc,... Ngoài ra, Yeouido còn là nơi tọa lạc của nhiều tòa nhà chọc trời nổi tiếng khác như Trung tâm Tài chính Quốc tế Seoul hay trụ sở Liên đoàn Xây dựng và Công nghiệp Hàn Quốc.

## Toà nhà cao tầng ở Yeouido

### Toà nhà cao tầng đã hoàn thành
Đây là danh sách các tòa nhà cao tầng đã hoàn thành ở Yeouido.
| Thứ hạng | Tên                                    | Chiều cao | Số tầng | Năm hoàn thành | Ghi chú                                                     |
| -------- | -------------------------------------- | --------- | ------- | -------------- | ----------------------------------------------------------- |
| 1        | Parc1 Tower A                          | 332m      | 69      | 2020           | Đây là toà nhà cao nhất Yeouido                             |
| 2        | International Finance Center Seoul     | 285m      | 55      | 2012           |                                                             |
| 3        | Parc1 Tower B                          | 256m      | 53      | 2020           |                                                             |
| 4        | 63 Building                            | 249m      | 60      | 1985           | Nó là tòa nhà chọc trời duy nhất ở Yeouido có đài quan sát. |
| 5        | FKI Tower                              | 245m      | 50      | 2013           |                                                             |
| 6        | Conrad Seoul Hotel                     | 200m      | 37      | 2012           |                                                             |
| 7        | One International Finance Center Seoul | 186m      | 32      | 2012           |                                                             |
| 8        | Two International Finance Center Seoul | 176m      | 29      | 2012           |                                                             |
| 9        | Yeouido Post Tower                     | 156m      | 33      | 2020           |                                                             |
| 10       | S-Trenue Tower                         | 166m      | 36      | 2009           | Đây là officetel cao nhất ở Yeouido.                        |
| 11=      | Kumho Richensia Tower Yeouido A        | 151m      | 40      | 2003           |                                                             |
| 11=      | Kumho Richensia Tower Yeouido B        | 151m      | 40      | 2003           |                                                             |
| 13=      | LG Twin Towers 1                       | 144m      | 34      | 1987           |                                                             |
| 13=      | LG Twin Towers 2                       | 144m      | 144m    | 1987           |                                                             |

### Toà nhà cao tầng đang xây dựng
Đây là danh sách các tòa nhà cao tầng đang xây dựng ở Yeouido.
| Tên                          | Chiều cao | Số tầng | Năm hoàn thành | Ghi chú                                                  |
| ---------------------------- | --------- | ------- | -------------- | -------------------------------------------------------- |
| Yeouido Brighton Apartment A | 168m      | 49      | 2023           | Tên đã được đổi từ Gwell City Xi thành Brighton Yeouido. |
| Yeouido Brighton Apartment B | 168m      | 49      | 2023           | Tên đã được đổi từ Gwell City Xi thành Brighton Yeouido. |
| Yeouido Brighton Officetel   | 168m      | 49      | 2023           | Tên đã được đổi từ Gwell City Xi thành Brighton Yeouido. |
| Yeouido Brighton Office      | -         | 32      | 2023           | Tên đã được đổi từ Gwell City Xi thành Brighton Yeouido. |

## Thư viện

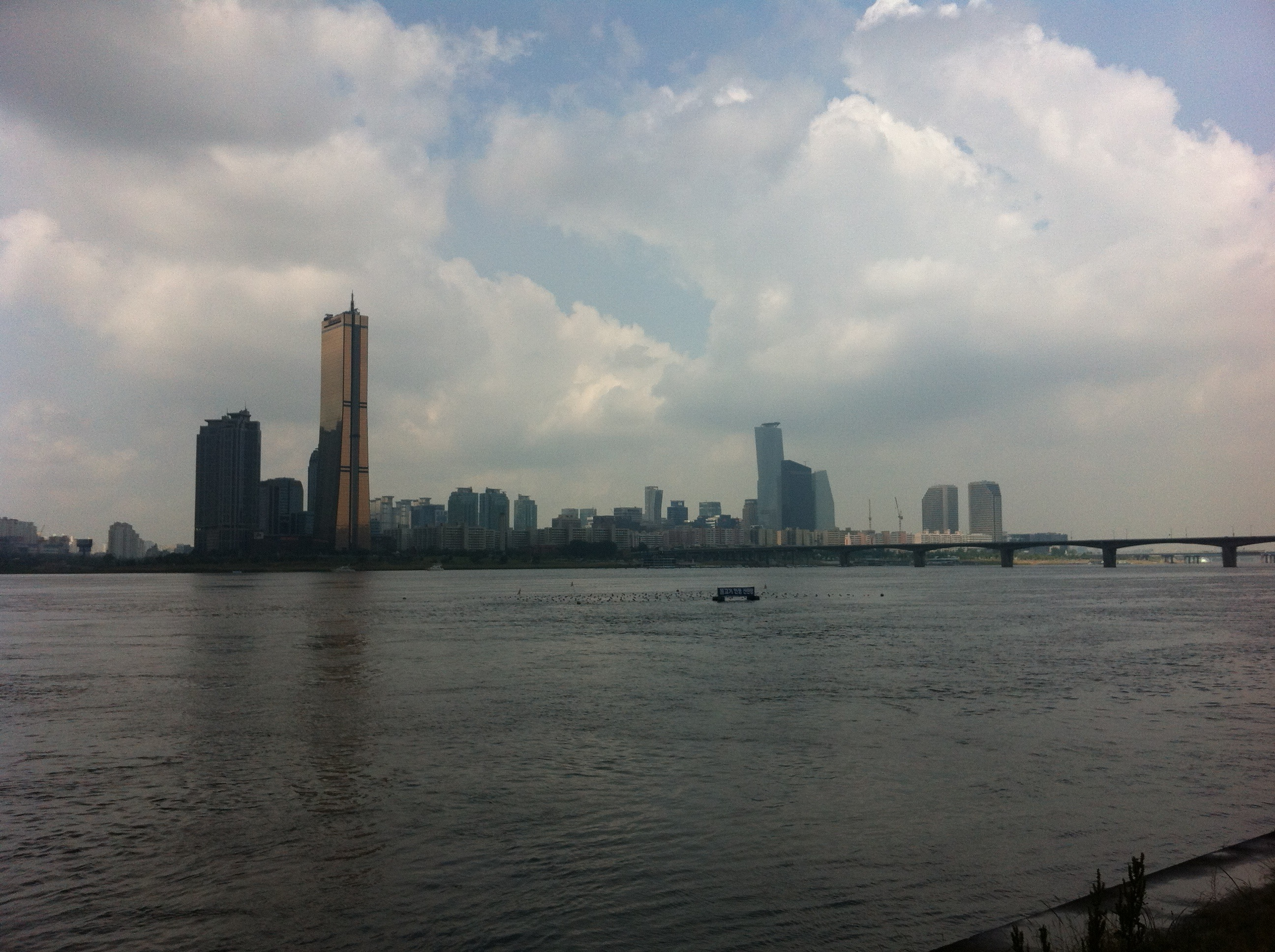
Yeouido nhìn từ sông Hán.
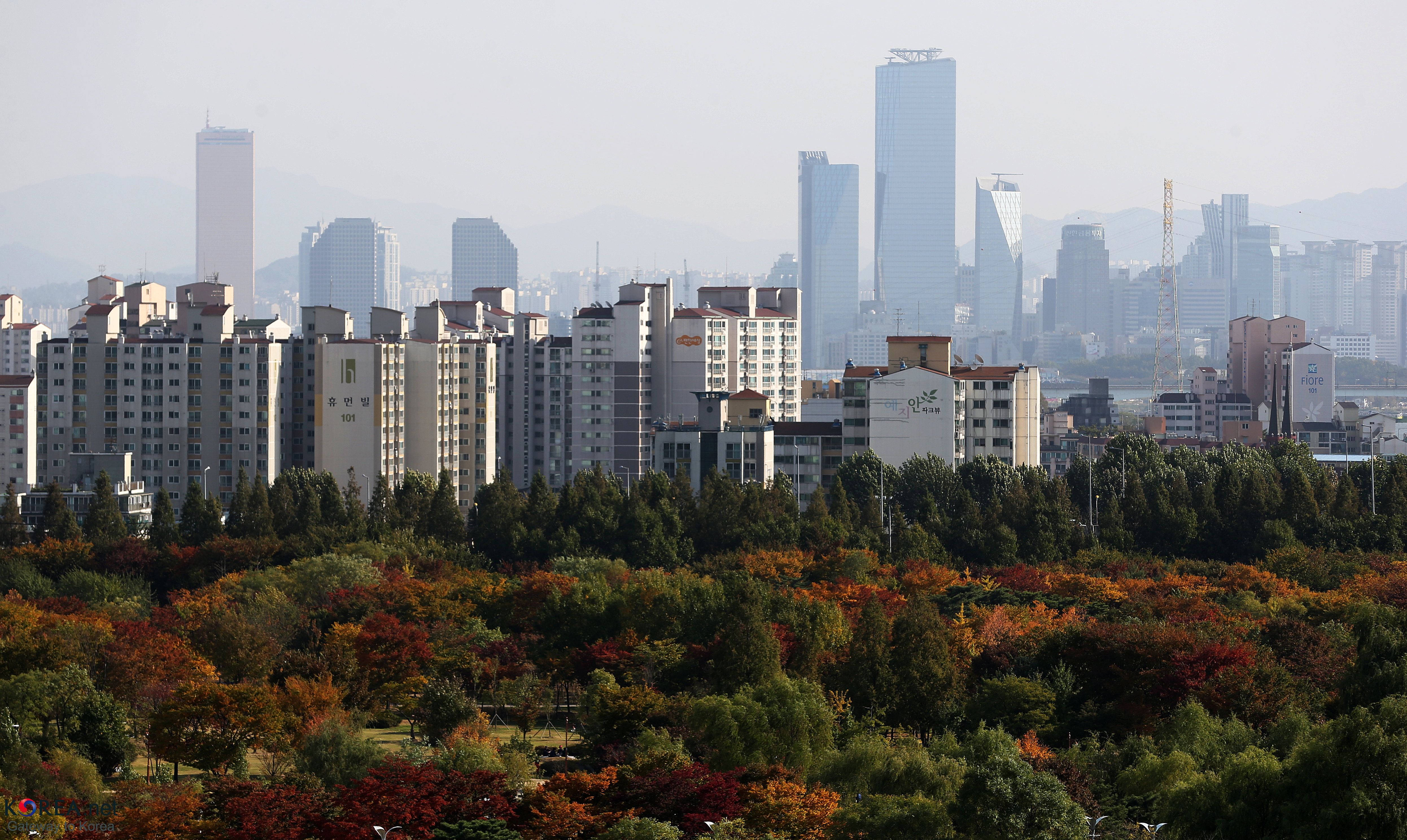
Chung cư, Tòa nhà 63 và Trung tâm Tài chính Quốc tế Seoul tòa nhà.
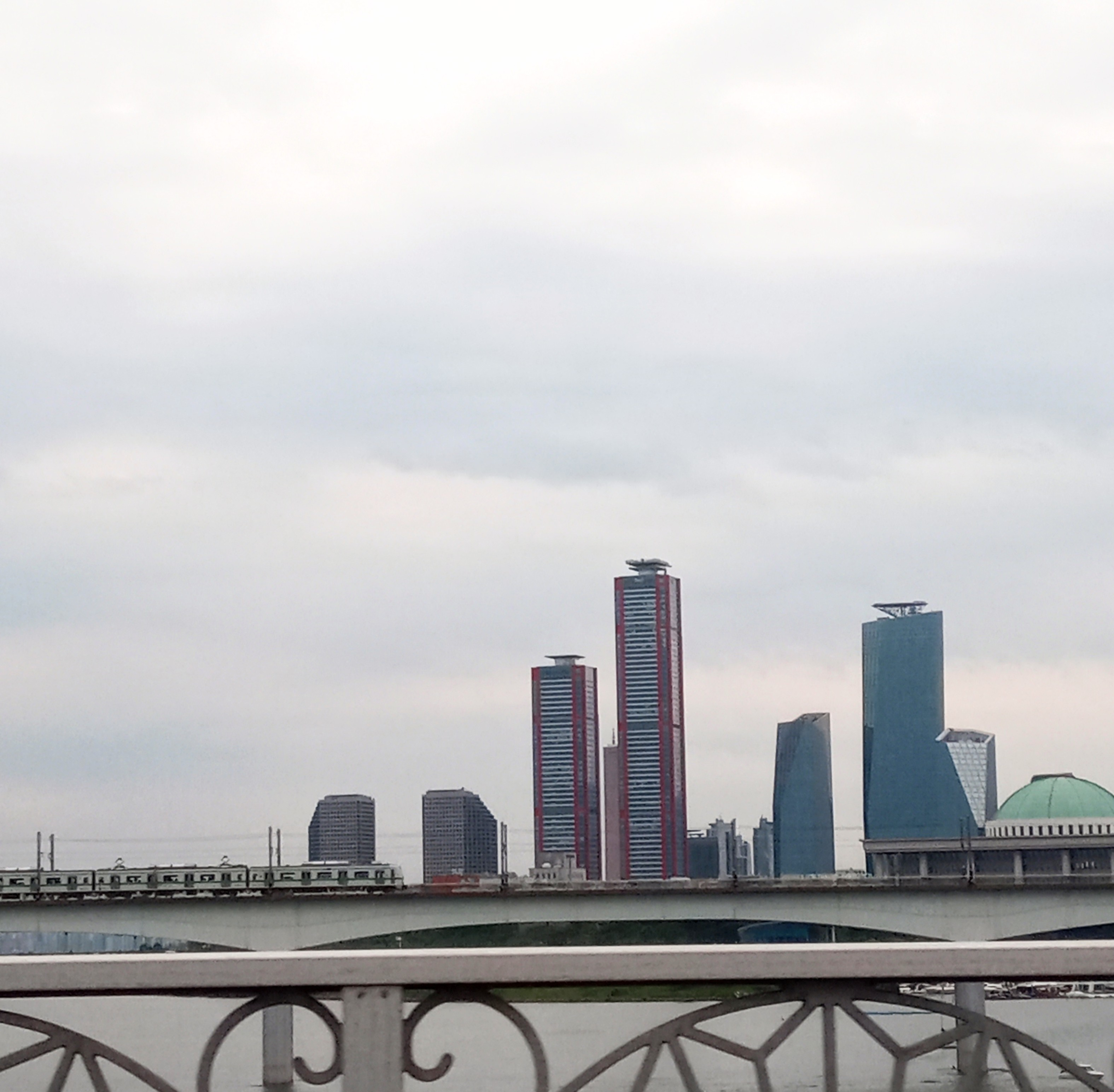
Tuyến số 2 đi qua trước Yeouido.
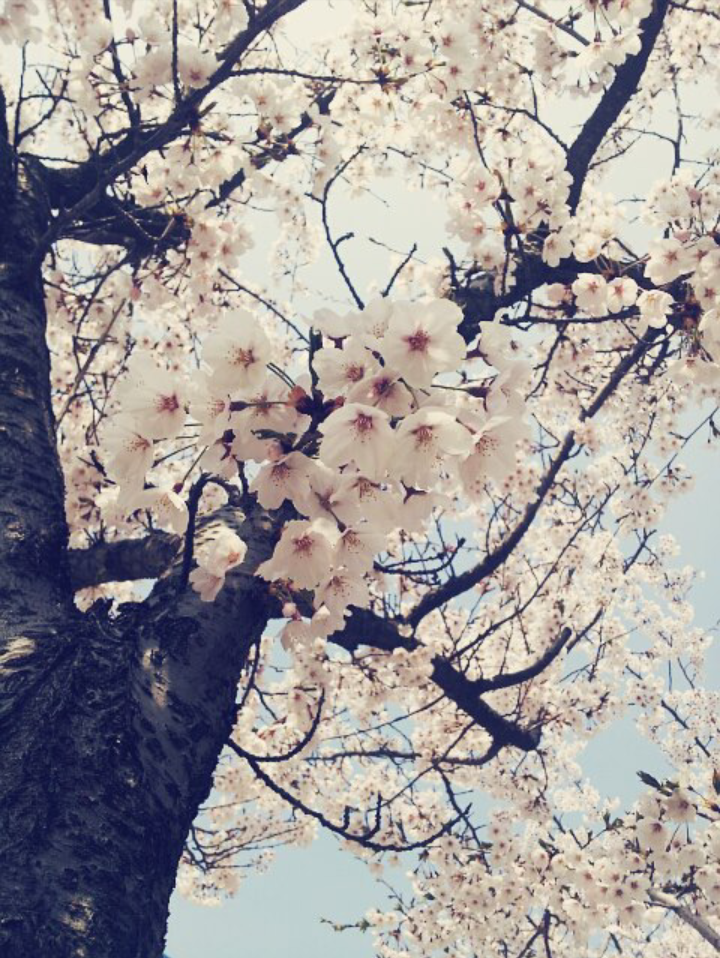
Lễ hội hoa anh đào.
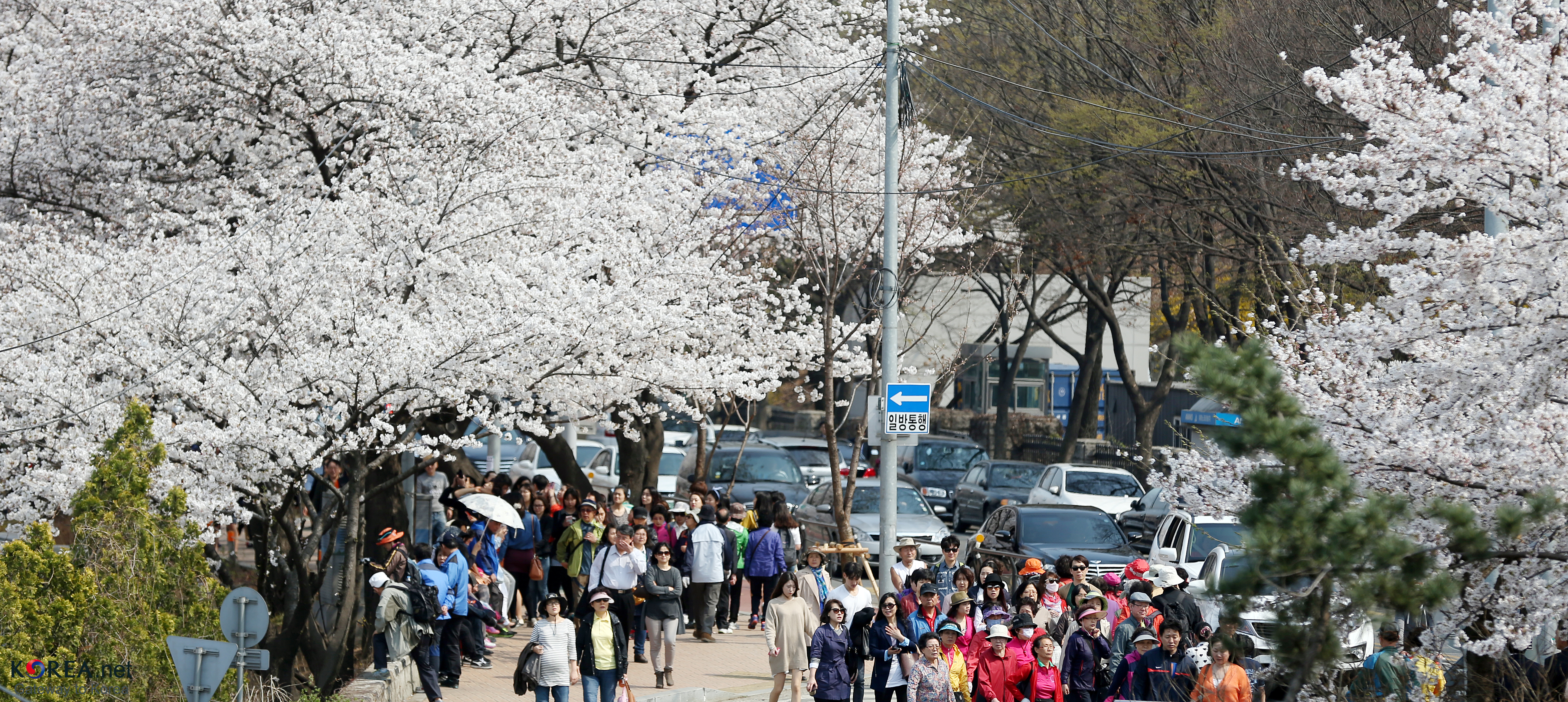
Yunjung-ro, nơi hoa anh đào nở rộ
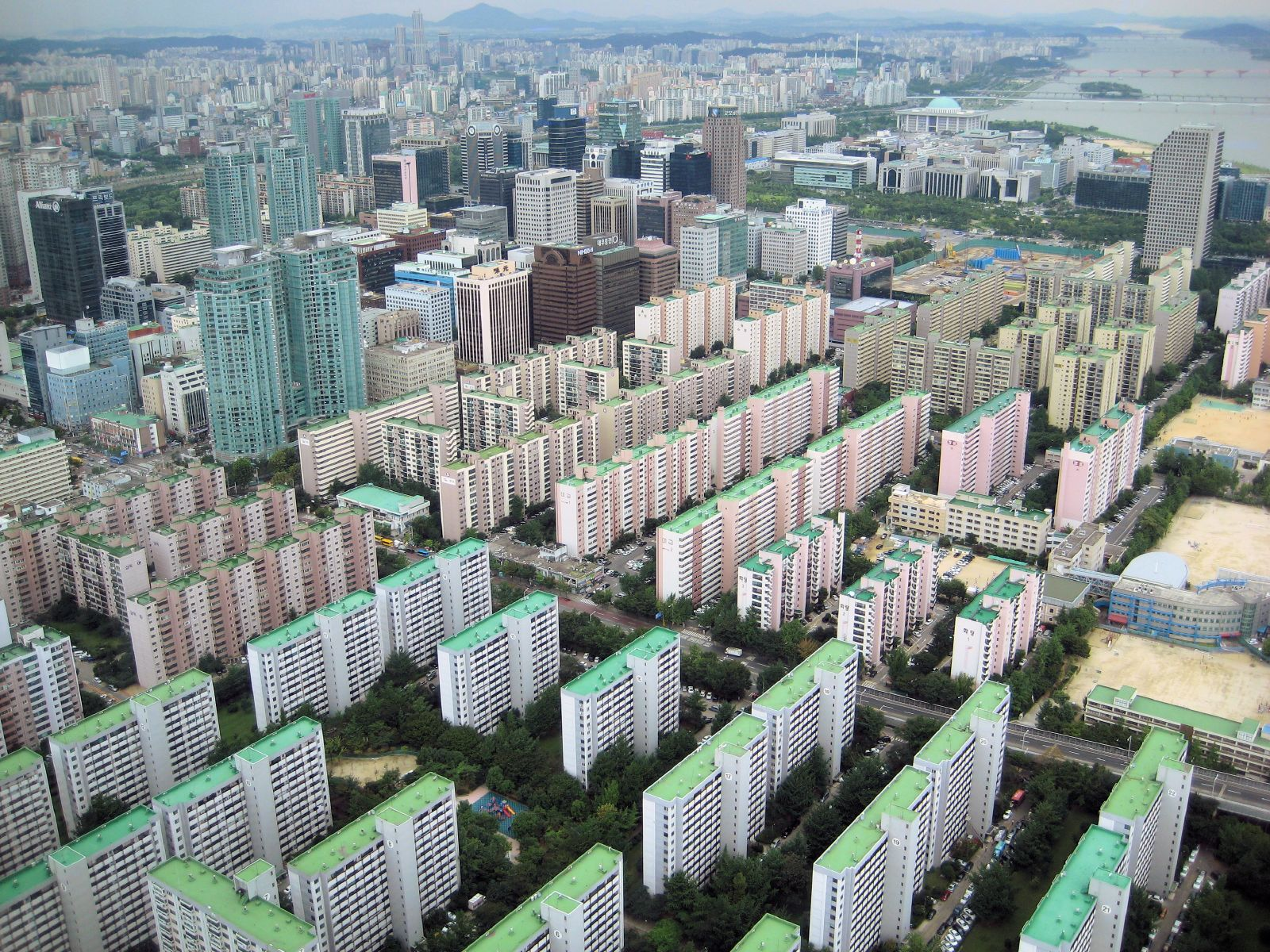
Tổ hợp căn hộ ở Yeouido
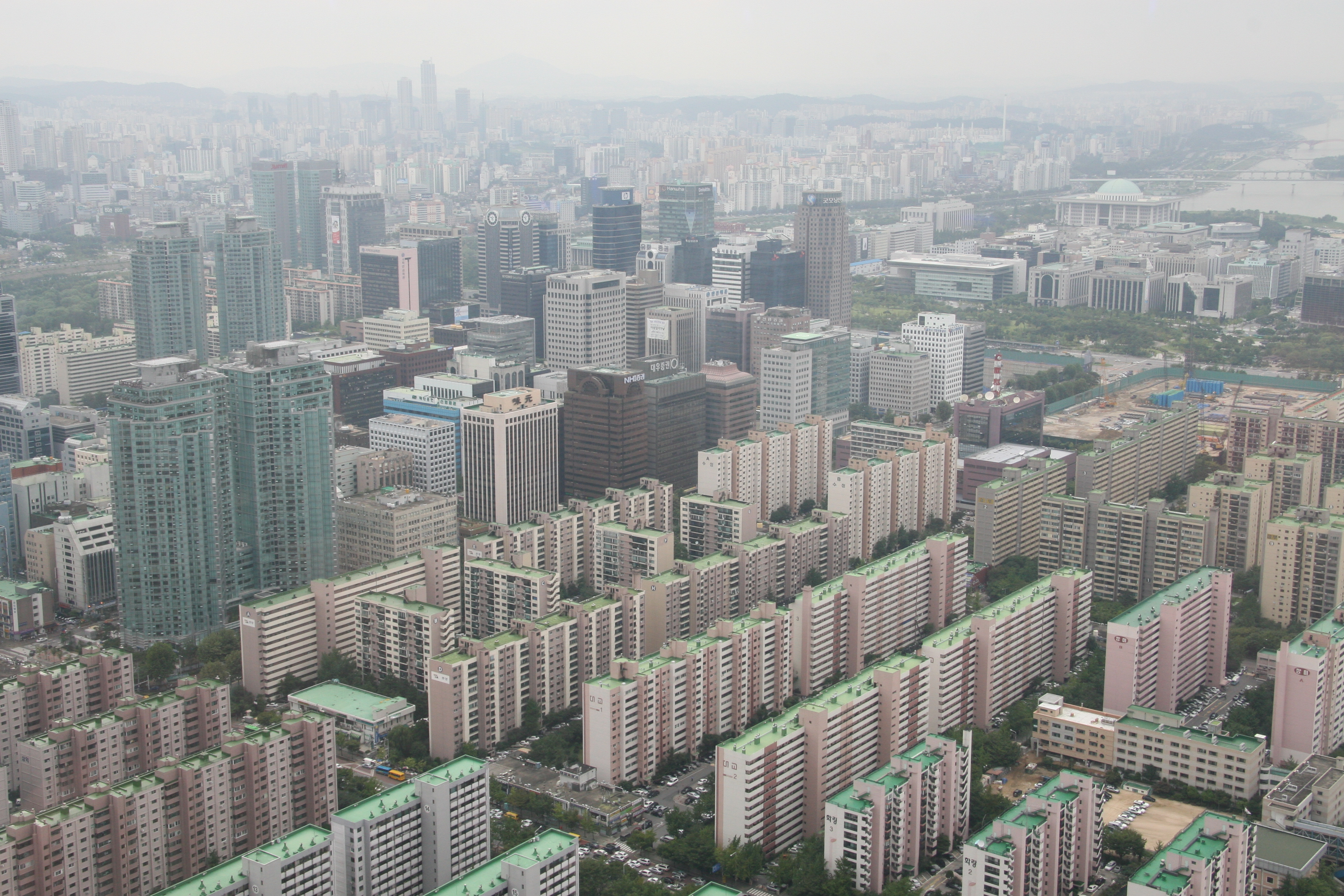
Ngày 21 tháng 9 năm 2007
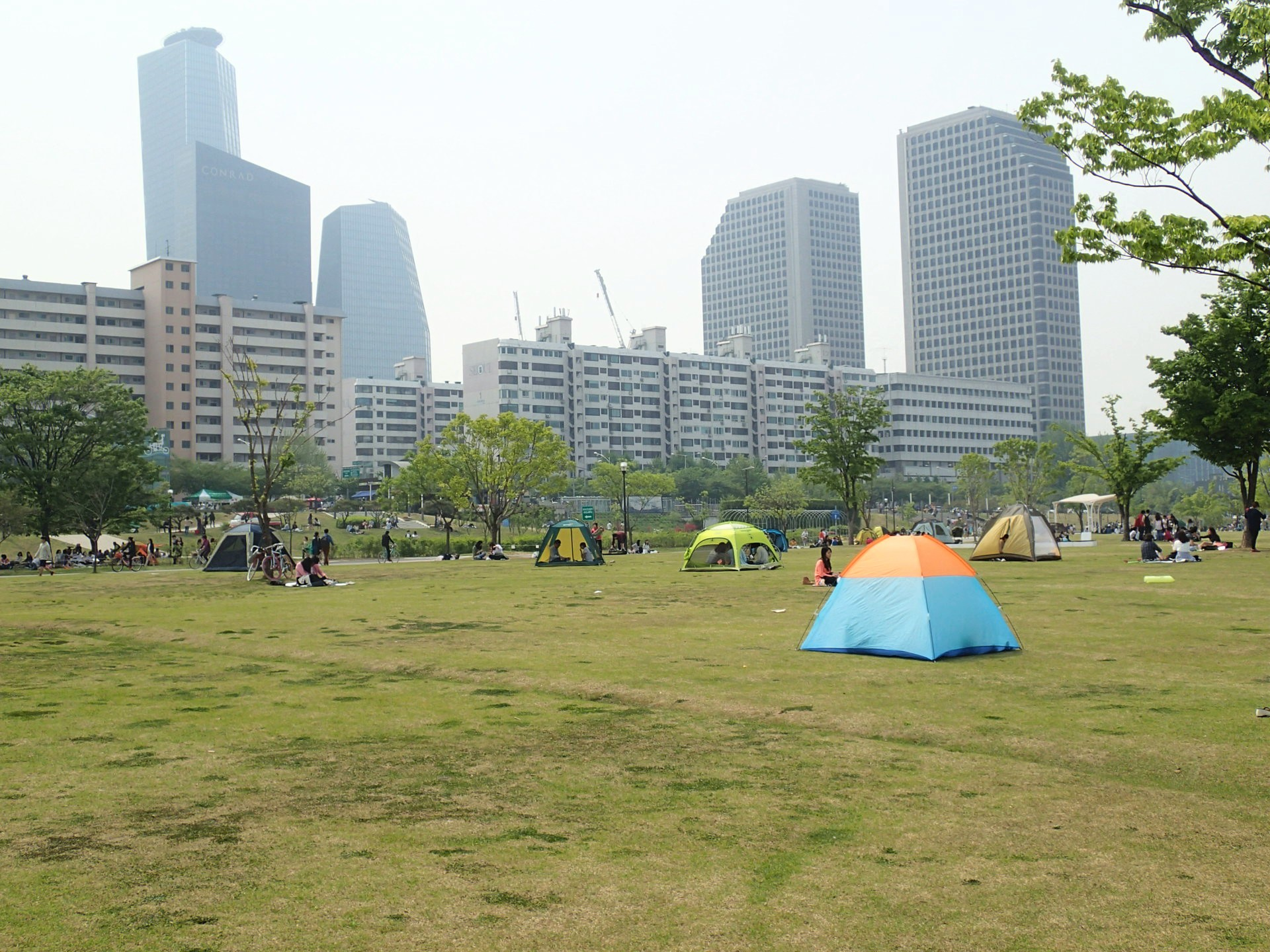
Công viên Yeouido
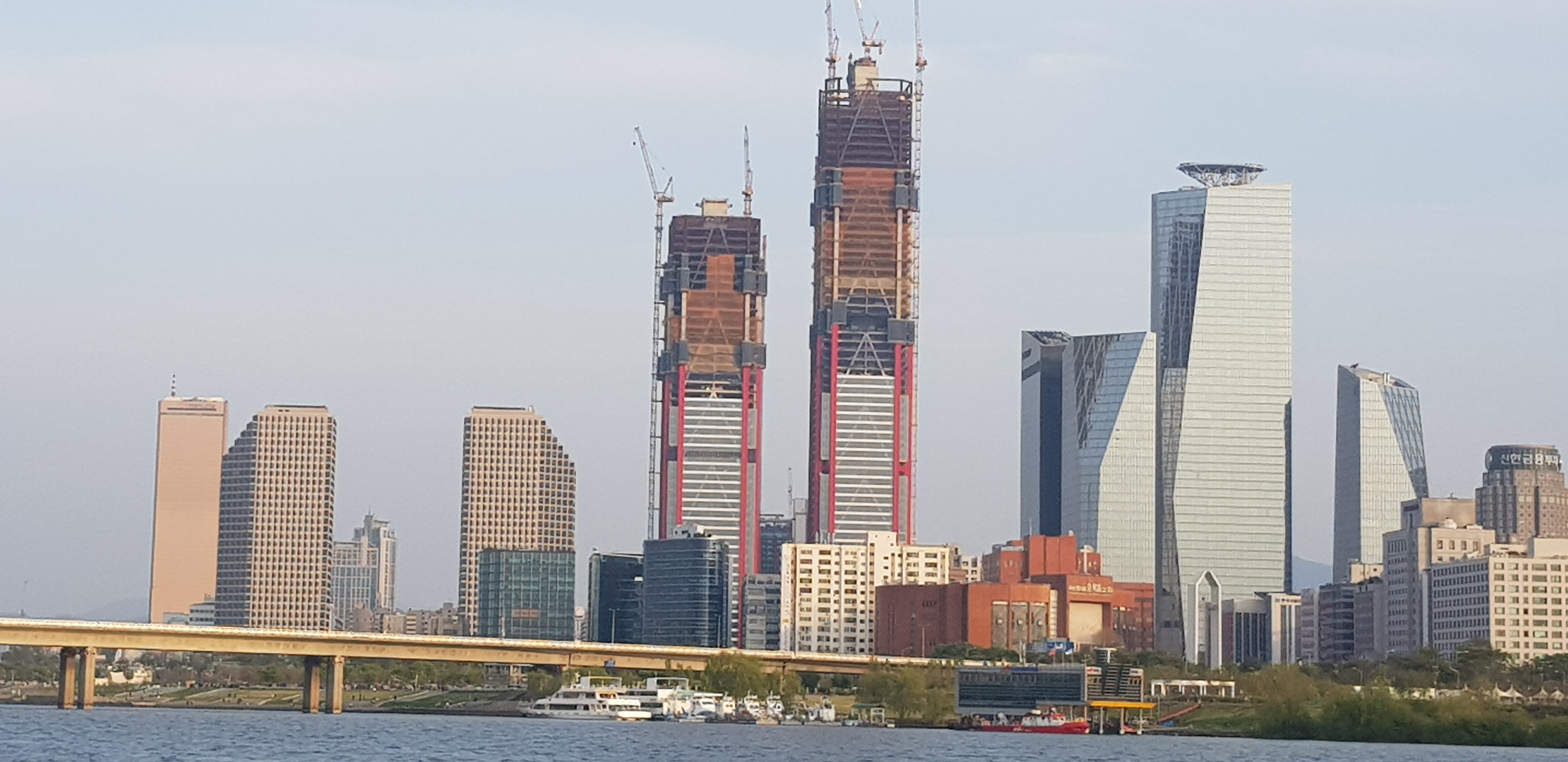
Tòa nhà chọc trời ở Yeouido (từ trái sang: Tòa nhà 63, LG Twin Towers, Parc1 Tower, Trung tâm Tài chính Quốc tế Seoul)
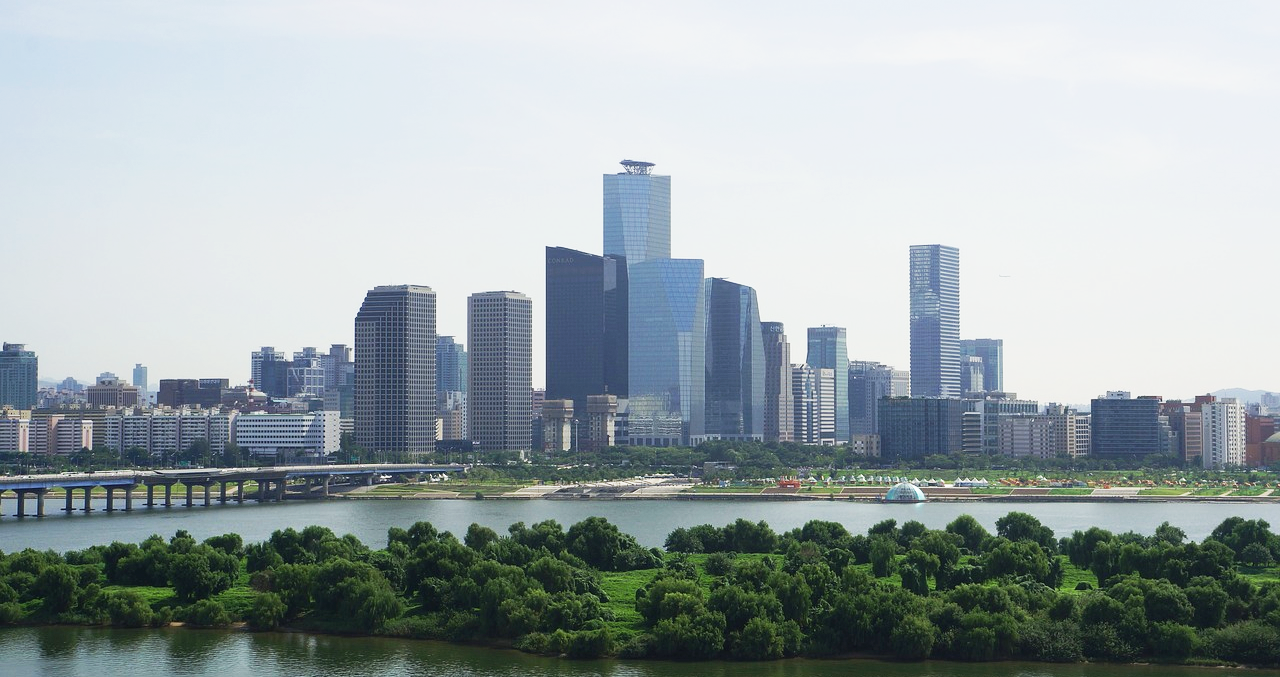
Đường chân trời Yeouido không có Tòa nhà 63
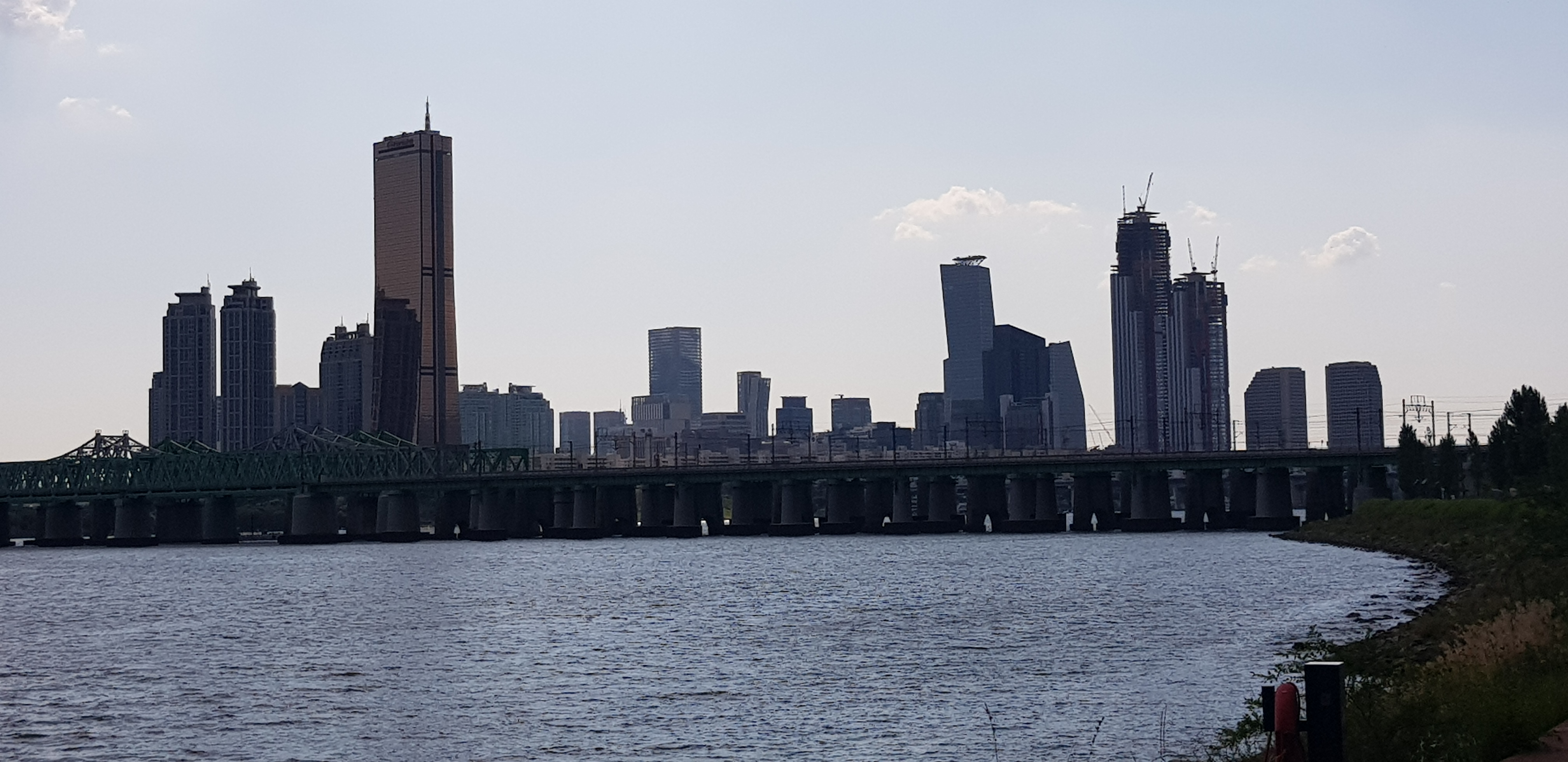
Cầu đường sắt Hangang và Yeouido
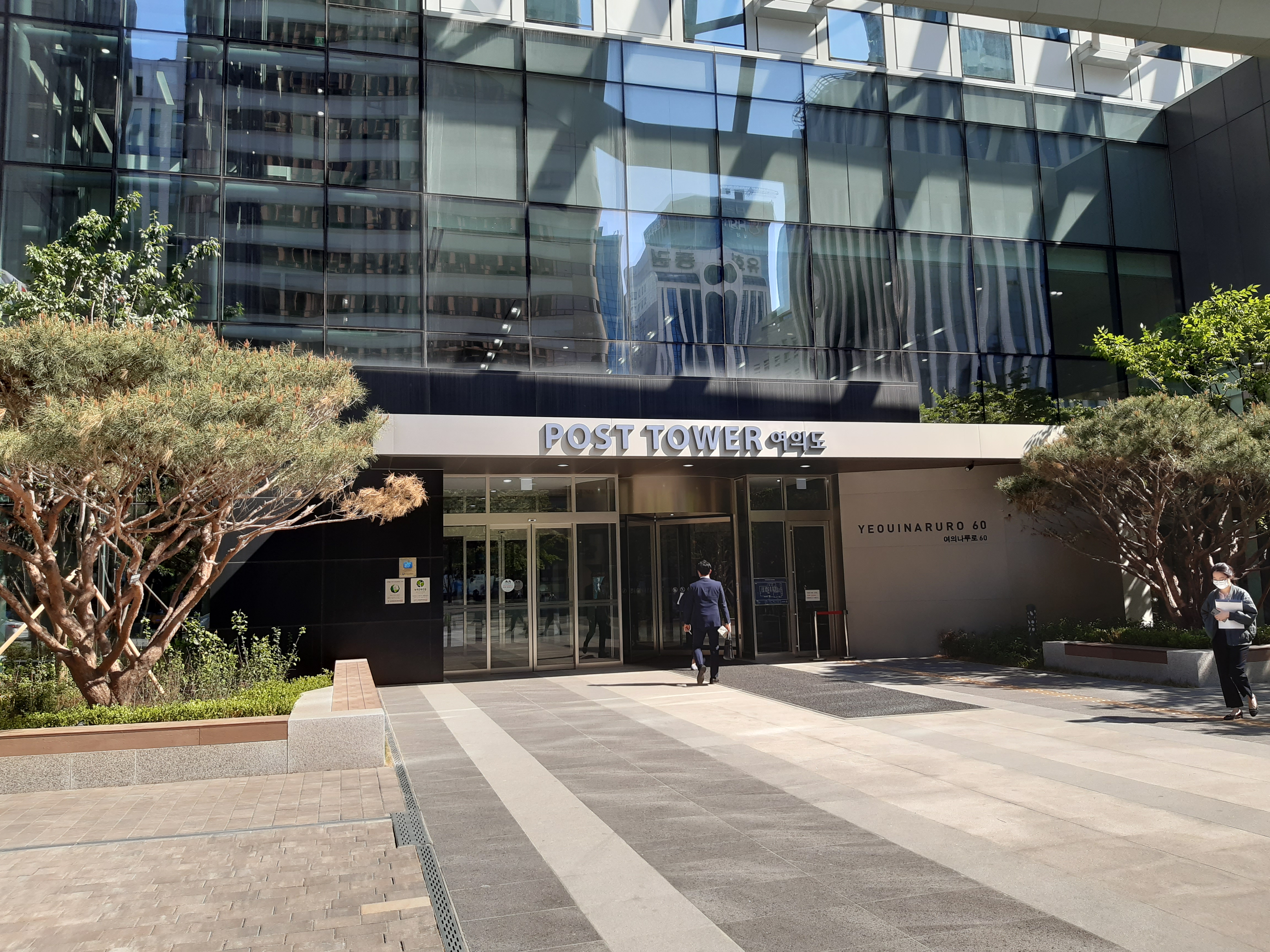
Lối vào Tháp Bưu điện Yeouido
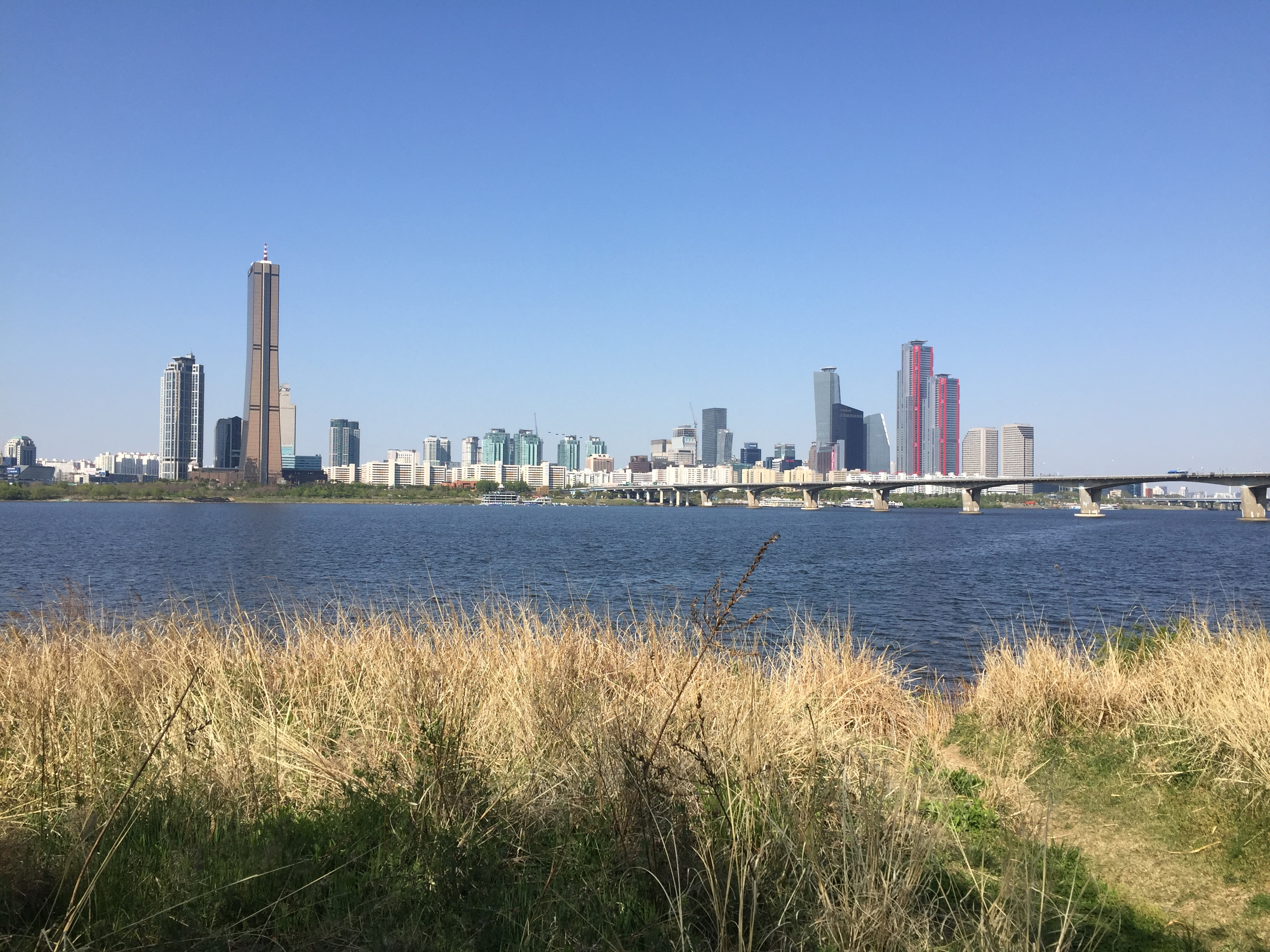
Cầu Wonhyo và Yeouido
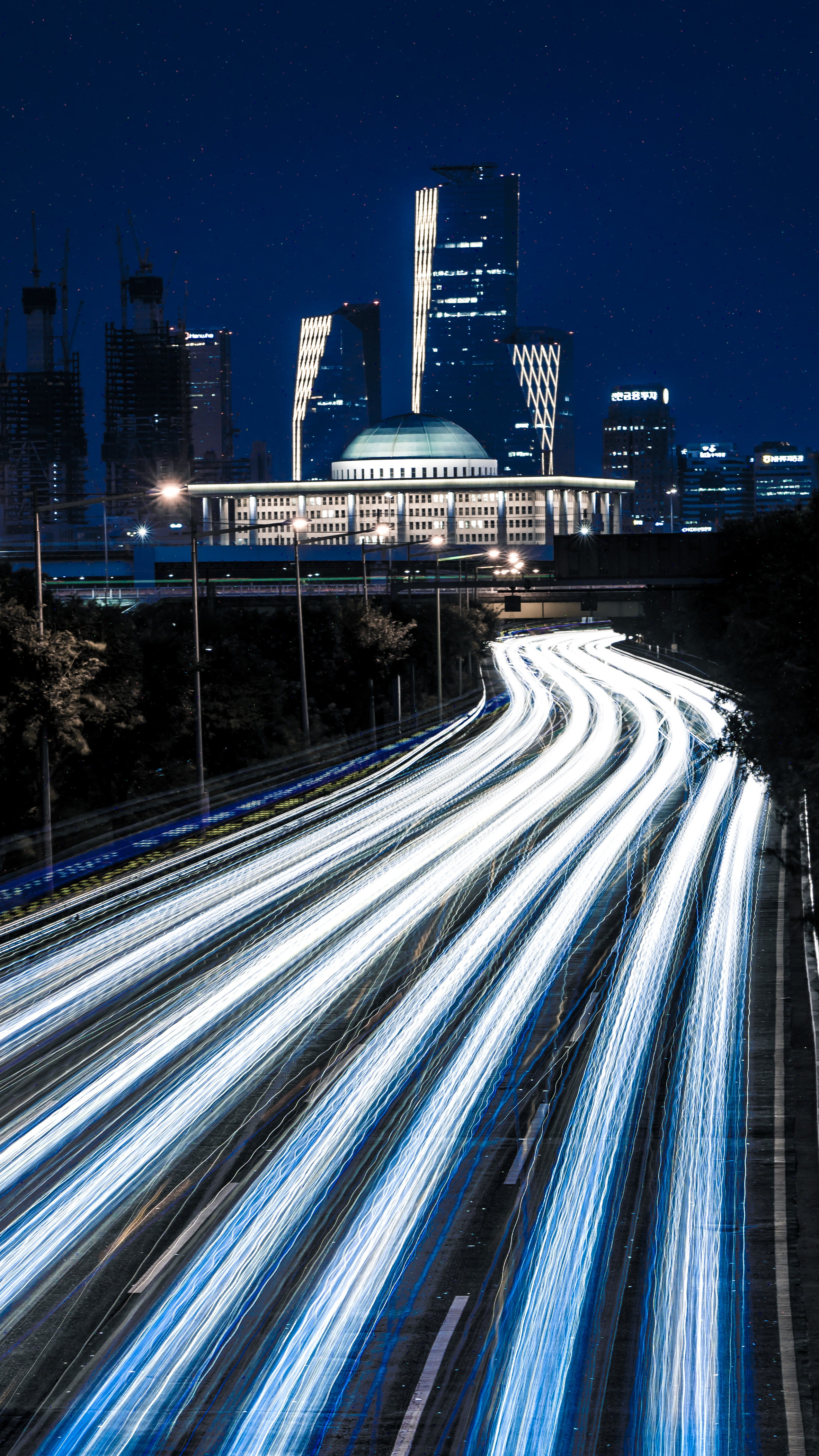
Cảnh đêm của Olympic-daero và Yeouido
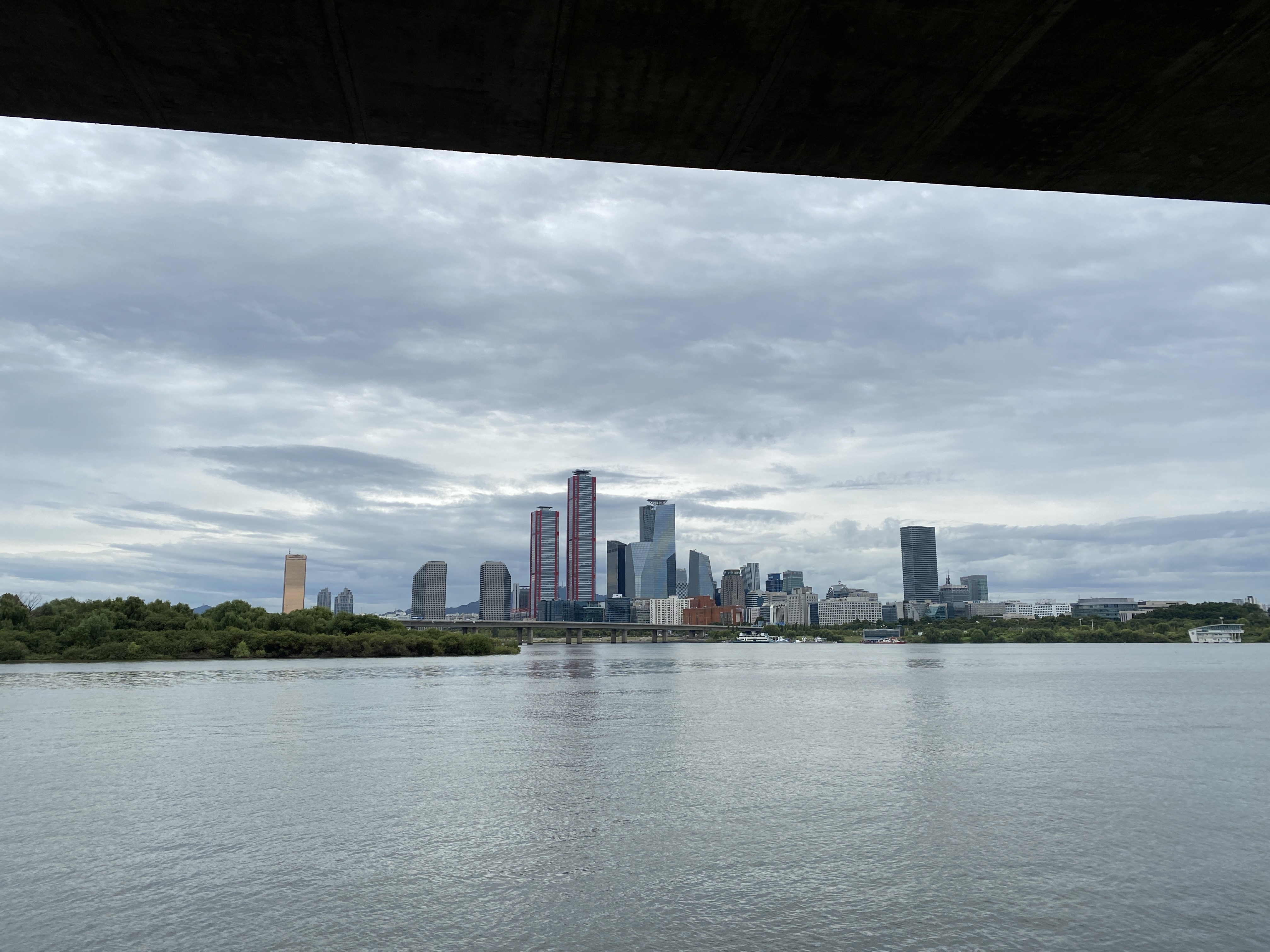
Quang cảnh Yeouido và Bamseom.

## Liên kết
- Yeouido-dong website[liên kết hỏng]
- Yeouido: Seoul Official Tourism (English) Lưu trữ ngày 12 tháng 6 năm 2010 tại Wayback Machine
- Tour2Korea profile of the island Lưu trữ ngày 30 tháng 8 năm 2005 tại Wayback Machine
- Yeuoido Spring Flower Festival 2007 Lưu trữ ngày 21 tháng 6 năm 2007 tại Wayback Machine